# Sandiães (Vale de Cambra)
Sandiães é uma aldeia portuguesa pertencente a freguesia de Roge, em Vale de Cambra. Possui 0,973 Km² e segundo censo de 2011, haviam 367 habitantes . Nela está localizada a barragem Duarte Pacheco.